# Nicolas-Denis Derome

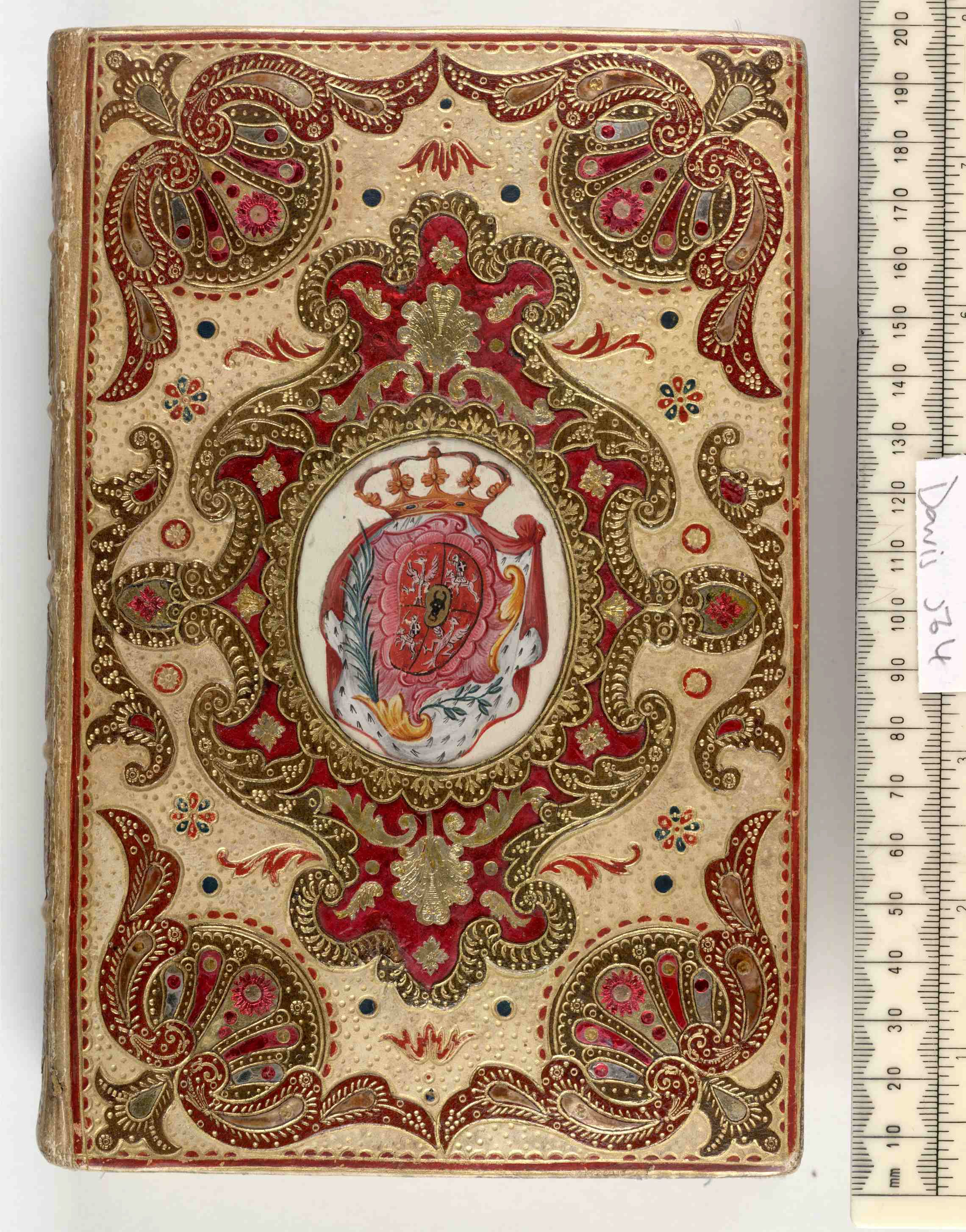
Legatura di Nicolas-Denis Derome alle armi del re di Polonia Stanislao Leszczyński

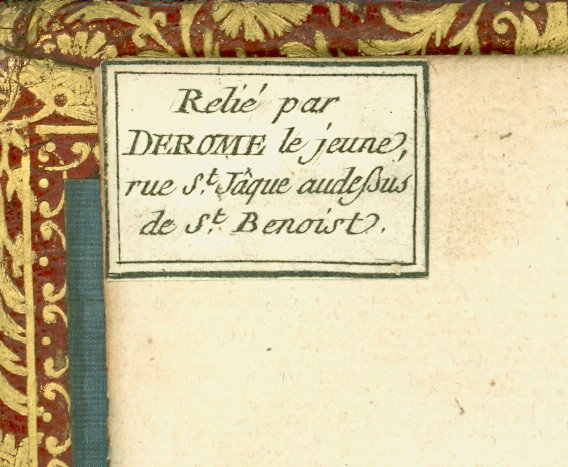
Etichetta di Derome le jeune

Nicolas-Denis Derome (Parigi, 1º ottobre 1731 – Parigi, 28 febbraio 1790) è stato un artigiano rilegatore francese.

## Biografia
Figlio del maestro rilegatore Jacques-Antoine Derome (1698-1760), che eccelleva nelle rilegature in marocchino e in pelle, con decoro à dentelle e a mosaico, e di Anne Vauvilliers, Nicolas-Denis Derome il Giovane – per distinguerlo da un fratello maggiore di nome Denis – divenne maestro rilegatore il 31 marzo 1761, con bottega a Parigi, in rue Saint-Jacques. Apparteneva a una famiglia di rilegatori francesi, arrivati alla terza generazione e rilegatori furono anche i suoi fratelli Charles e Nicolas; ma Nicolas-Denis, per la raffinatezza dell'esecuzione, per le sue dentelles aux petits fers, per i suoi decori a mosaico à fond pointillé, fu soprannominato phénix, cioè la fenice.
Nicolas-Denis Derome alla morte di suo padre, nel 1760, ne prese la bottega che tenne fino al 1790. All'interno delle sue rilegature applicava un'etichetta, in cui si firmava Derome le jeune. Tra i suoi petits fers ce n'era uno, particolare, che rappresentava un uccellino con le ali spiegate ed era chiamato fer à l’oiseau, che Nicolas-Denis incideva sul dorso dei libri. Nei suoi decori inseriva piccole ghirlande di fiori, colombe e talvolta la forma della lira.
I disegni usati da Derome sulle sue rilegature sono aggraziati ed eguagliano quelli di Antoine-Michel Padeloup (1685-1758), noto per aver inventato le rilegature à dentelle e à mosaïque. Dopo la morte di Padeloup, Derome aveva infatti acquistato i ferri e gli stampi da lui creati e utilizzati.
Intorno al 1780 Nicolas-Denis Derome il Giovane si orientò verso un decoro nuovo, più sobrio, con marocchino blu, sull'esempio della rilegatura di gusto inglese. Usava per le carte di guardia un papier marbré detto à la Derome, cioè decorato con grandi gocce di acquarello rosa e verde. Dal 1777 si poteva infatti fabbricare in Francia un nuovo tipo di carta, priva di vergelle, liscia e morbida, e che fu chiamata papier vélin, in riferimento alla pergamena di vitello che era compatta e bianca.
Libri con sue rilegature si conservano in grandi collezioni e biblioteche, come il Nationalmuseum di Stoccolma, la British Library di Londra.
Una classificazione cronologica delle sue etichette è stata fatta da Pascal Ract-Madou. Nel 1990 a Parigi, alla Bibliothèque nationale è stata organizzata una mostra sulle rilegature realizzate dai Derome.